# Kleinkastell am Hinteren Schloßbuck
Das Kleinkastell am Hinteren Schloßbuck – auch als Feldwache Schloßbuck und Kleinkastell auf dem Hinteren Schloßbuck bekannt – ist ein kleiner ehemaliger römischer Garnisonsort, der nahe am Obergermanisch-Rätischen Limes, einem UNESCO-Weltkulturerbe, errichtet wurde. Seine Überreste befinden sich heute auf dem „Schloßbuck“, einem Bergrücken bei Gunzenhausen im Landkreis Weißenburg-Gunzenhausen in Bayern. 

## Lage

Limesverlauf am Schloßbuck

KK auf dem Hinteren Schloßbuck und Wp 6

Das Kleinkastell am Hinteren Schloßbuck liegt inmitten des Burgstallwalds auf dem west-östlich ausgerichteten 485 Meter hohen Bergrücken „Schloßbuck“, der östlich der Stadt Gunzenhausen ansteigt. In Gunzenhausen befand sich das Numeruskastell Gunzenhausen, das womöglich dem rückwärtigen südwestlich gelegenen Kohortenkastell Gnotzheim unterstand. Rund 500 Meter westlich des Kleinkastells am Hinteren Schloßbuck befindet sich der nachträglich an die rätische Mauer gebaute Limeswachturm Wp 14/5. Vor seiner Erbauung hatte es nach Forschungen der Reichs-Limeskommission (RLK) dort einen Durchgang durch die in der römischen Provinz Raetia (Rätien) um 161 n. Chr. errichtete Eichenholzpalisade gegeben, nicht jedoch durch die spätere Steinmauer. 165 Meter weiter westlich von Wp 14/5 lag Wp 14/4, fast auf dem höchsten Punkt des Bergrückens. Der mit der Limesmauer errichtete Turm hatte wohl eine Doppelfunktion. Neben dem Wachdienst war er auch für den dort sowohl in der Palisade als auch in der Mauer nachzuweisenden Limesdurchgang zuständig. In 70 Meter Entfernung vom Kleinkastell am Hinteren Schloßbuck lag am nach Osten abfallenden Hang Wp 14/6 und an der Talsohle, wieder 270 Meter weiter, Wp 14/7. Südöstlich befand sich das Kohortenkastell Theilenhofen.

## Forschungsgeschichte
Das rund 18 Meter hinter der Limesmauer errichtete Kleinkastell hat erstmals Heinrich Eidam (1849–1934), ein Streckenkommissar der RLK, in kleinen Teilen angeschnitten. Anschließend wurde auf dem Platz der Anlage ein Gedenkstein mit der Aufschrift Castrum Romanum aufgestellt. Erst im Spätherbst 2009 fanden auf Veranlassung des Bayerischen Landesamts für Denkmalpflege wieder Forschungen in Form einer Magnetometerprospektion unter der Leitung des Geophysikers Jörg Faßbinder am Kleinkastell statt, die bereits 2010 publiziert wurden.

Lagesituation und Rekonstruktionsversuche
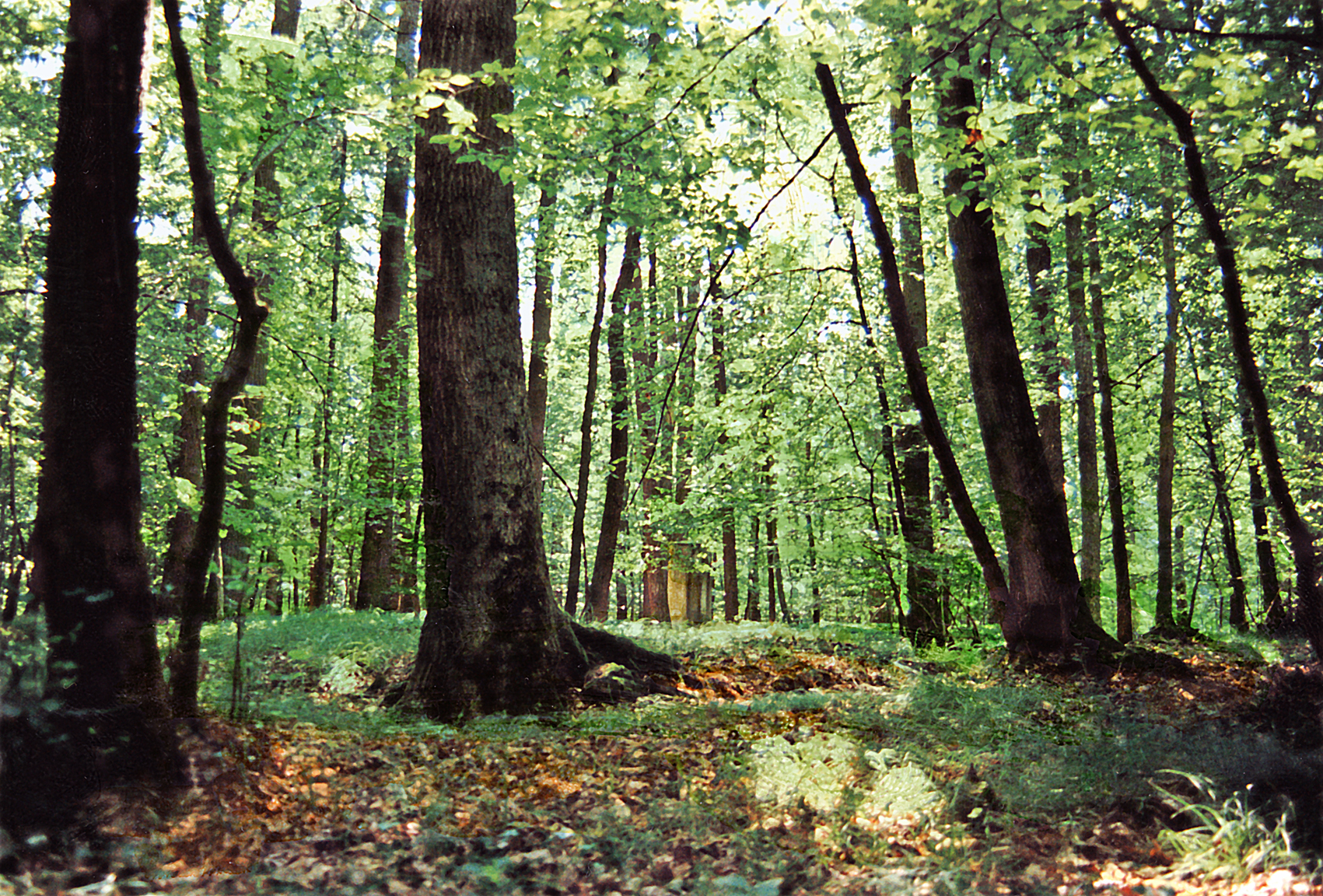
Der Fundamentbereich des Kleinkastells hebt sich im Wald teils sehr deutlich ab
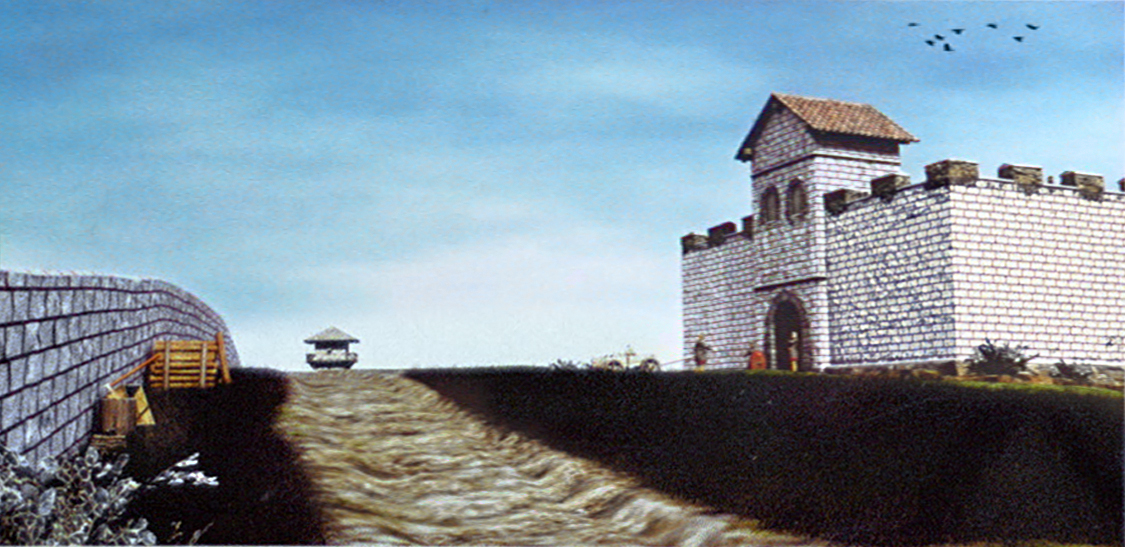
Rekonstruktionsversuch am Kastell mit dem davorliegenden vermuteten Limesbegleitweg und der raetischen Mauer
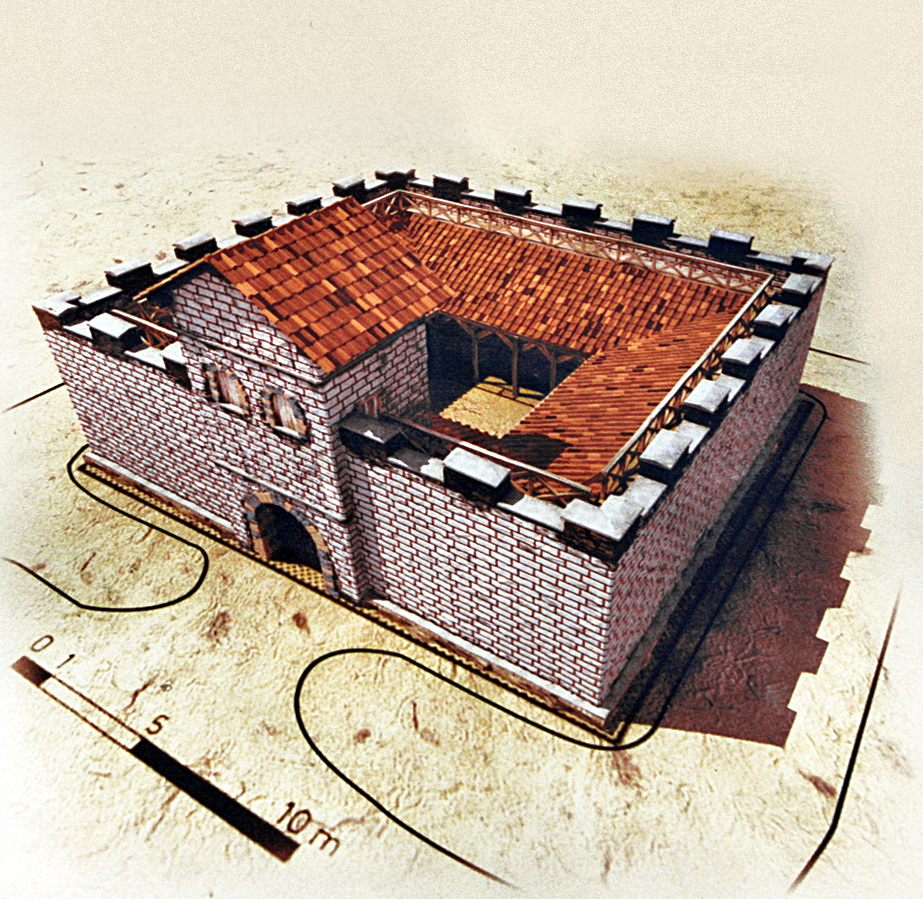
Schrägaufsicht: Nach den Magnetometermessungen von 2009 hat es offenbar keinen Umfassungsgraben gegeben

## Baugeschichte

Das Kleinkastell nach der Magnetometerprospektion von 2009

Eidam schnitt das quadratische, rund 20 × 20 Meter (= 0,04 Hektar) große Kleinkastell nur an der Nordostecke an. Dabei wurde festgestellt, dass das Lager eine quadratische, 0,70 Meter starken, aus Stein gesetzte Außenmauer mit rechtwinkeligen Ecken besaß. Die 2009 durchgeführten Magnetometermessungen bestätigten die von Eidam ermittelten Grabungsergebnisse und ergänzten den Grabungsbefund. Die ausgewerteten Daten zeigen unter anderem das Fundament der Umwehrung, das laut den Messdaten zwischen einem Meter und rund 1,20 Metern stark war. Im Inneren dokumentiert das Messbild rund drei Meter von der Umfassungsmauer entfernt, vereinzelt erhalten gebliebene Fundamentsockel, die eine Stärke von rund einen Meter besitzen und einen quadratischen Innenhof umstehen. Diesen Befund hatte bereits Eidam feststellen können. Vermutlich trugen diese Sockel einst hölzerne Ständer, die möglicherweise ein zum Innenhof abfallendes Pultdach stützten. Das Inneren gliederten wohl in Holzbauweise errichtete Wohn- und Wachstuben um einen ebenfalls quadratischen Innenhof. Zwischen der Außenmauer und den Fundamentsockeln, wurde bei den Ausgrabungen Eidams eine drei Meter breite Pflasterung festgestellt. Durch einen wohl hölzernen Aufgang gelangten die Soldaten möglicherweise auf einen umlaufenden Wehrgang. Deutlich erkennbar war für die Ausgräber der Brandschutt, der wie eine aufgefundene Soldatenfibel in die ersten beiden Drittel des 3. Jahrhunderts datiert werden konnten. Möglicherweise ist die Anlage in den Alamannenkriegen, spätestens aber 260 n. Chr. untergegangen. Vor der kleinen Anlage beobachtete Eidam den Limes in seinen drei Ausbaustufen mit Flechtzaun, Palisade und Steinmauer.
Ein umlaufender Umfassungsgraben konnte an diesem Kleinkastell durch die Messungen 2009 nicht festgestellt werden, der Eingang an der dem Limes zugewandten Nordseite ließ sich bestätigen.
Kleinkastelle gehörten neben den Türmen zu den wesentlichen Stützpunkten der römischen Truppe direkt hinter dem Limes. Ihre Besatzung und Nutzung ist in der Regel jedoch unbekannt. Die Massierung von Türmen im Bereich des „Schloßbuck“ ist außergewöhnlich und lässt sich möglicherweise nur durch den dort befindlichen Limesdurchgang erklären. Warum dieser Durchgang nicht in der Ebene am Kastell Gunzenhausen, sondern für die Reisenden beschwerlich auf dem Bergrücken angelegt wurde, lässt sich wohl nicht klären. Die deutlichen Umbaumaßnahmen an diesem Limesabschnitt haben ihre Ursache vielleicht in veränderten Anforderungen.

## Limesverlauf zwischen dem Hinteren Schloßbuck und Gündersbach
| ORL      | Name/Ort                                  | Beschreibung/Zustand |
| -------- | ----------------------------------------- | --- |
| KK       | Kleinkastell am Hinteren Schloßbuck       | siehe oben |
| Wp 14/6  | Auf dem Hinteren Schloßbuck               | 70 Meter östlich des Kleinkastells ist an den Resten der Limesmauer die Umfassung des 5,4 × 4,4 Meter großen Wp 14/6 deutlich sichtbar. Er wurde ebenfalls von Eidam im Auftrag der RLK erforscht. Dieser Limesturm wurde gleichzeitig mit der Mauer errichtet und besaß einen nachgewiesenen ebenerdigen Zugang. 15 Meter westlich liegt der ältere Holzturmhügel. Auf der Nordseite des Hügels wird dieser von der Limesmauer am Rand angeschnitten. Im Inneren fanden sich Pfosten und Balkenreste. Bei Wp 14/6 ist der nördlichste Punkt des rätischen Limes erreicht. Der Schuttwall der Limesmauer ist nun in östliche Richtung einige Zeit gut zu erkennen. Die Holztürme werden in der älteren Forschung meist als „Blockhäuser“ bezeichnet. |
| Wp 14/7  | Auf der Ostseite des Hinteren Schloßbucks | 270 m östlich von Wp 14/06 ist von der Steinturmstelle Wp 14/7 nichts mehr zu erkennen. Bei der Ausgrabung durch die RLK wurde der Turm mit einer Größe von 3 × 4,25 Meter vermessen. |
| Wp 14/8  | Südwestlich von Frickenfelden             | Auch diese 7,9 × 2,4 Meter große Steinturmstelle ist nicht mehr sichtbar. Bei der Ausgrabung wurde ein für den gesamten Limes außergewöhnliches Bauwerk freigelegt. Der Turm (langes Rechteck mit Seitenflügeln) besaß offensichtlich an den Seiten zusätzlich angebaute Räume, deren Funktion unklar ist. Die rätische Mauer befindet sich ab diesem Turm in unterschiedlichem Erhaltungszustand. |
| Wp 14/9  |                                           | Turmstelle wird vermutet. |
| Wp 14/10 | Westlich von Gundelshalm                  | Dieser an die Limesmauer gebaute Steinturm war bei seiner Ausgrabung 4,8 × 3,2 Meter groß. An seiner Rückseite wurde eine Stufe aufgedeckt. Hier befand sich wohl ein ebenerdiger Zugang, von dem aus man in das Untergeschoss gelangen konnte. Heute ist dort nichts mehr zu sehen. |
| Wp 14/11 |                                           | Die Steinturmstelle in Gundelshalm ist nicht mehr sichtbar. Wie der Altphilologe Wilhelm Schleiermacher in den 1960er Jahren berichtete, wurde der am Westausgang der Ortschaft gelegene Turm nach Erinnerung der Bewohner schon vor Zeiten Opfer des Steinraubs. Im östlich des Turmes – hinter dem Dorf Gundelshalm – ansteigenden Gelände wird der Schuttwall der Rätischen Mauer sichtbar. |
| Wp 14/12 | Auf dem Gundelshalmer Buck                | Bei seiner Ausgrabung fand man am Steinturm ein 6 × 4,5 m großes Fundament. An der Westseite des Bauwerks gab es für den kleinen Grenzverkehr einen gepflasterten Durchgang in der Rätischen Mauer. Eine im Turmbereich entdeckte Statuette des unter anderem für den Handel zuständigen Gottes Merkur – heute im Archäologischen Museum Gunzenhausen – könnte mit dem Grenzübergang in Verbindung stehen. Auch Palisade und Flechtzaun waren in diesem Bereich unterbrochen gewesen. Westlich stand der Holzturm, an dem zur Zeit der RLK anscheinend kein Graben festgestellt werden konnte. Von Wp 14/12 aus, hatte die Besatzung beste Fernsicht bis zum Kastell Theilenhofen. Heute ist hier nichts mehr zu sehen. |
| Wp 14/13 | Nördlich von Pfofeld                      | Die Reichs-Limeskommission fand an diesem Platz nur noch rudimentäre Reste des Steinturms, der 4,5 Meter breit war. Die Ausgräber stellten zudem fest, dass die ältere Palisade und der Flechtzaun an dieser Stelle 60 Meter vor der jüngeren Steinmauer gestanden hatten. Heute ist dort nichts mehr zu sehen. |
| Wp 14/14 | Auf dem Langlauer Buck                    | Der Holzturm wurde von der RLK nur angeschnitten. Nordöstlich befand sich in einem leichten Limesknick ein 4,35 × 3,6 Meter großer Steinturm. Die ältere Palisade und der Flechtzaun konnten wieder vor der Steinmauer festgestellt werden. Heute ist dort fast nichts mehr erkennbar. |
| Wp 14/15 | Auf der Pfofelder Nutzung                 | Am höchsten Punkt einer Anhöhe wurde Wp 14/15 errichtet. Die RLK deckte einen gut erhaltenen Holzturm mit Ringgraben auf. Nordwestlich dieses Bauwerks entdeckte man den 5,5 × 5,1 m großen Steinturm. Neben Spuren von Palisade und Flechtzaun stellte die RLK fest, dass die Steinmauer an dieser Stelle eine ältere Pflasterstraße überschnitten haben soll. Heute ist dort nichts mehr zu sehen. Der Schutt der Limesmauer zeichnet sich dagegen deutlich im Gelände ab. |
| Wp 14/16 |                                           | Turmstelle wird vermutet. |
| Wp 14/17 | Auf dem Ritterner Espan                   | Das 4,5 × 4,35 Meter große Steinturmfundament, das in einem leichten Mauerknick errichtet wurde, ist restauriert. Bis zur Flurbereinigung 1969/1970 war die zum damals bereits restaurierten Turmfundament gehörende Limesmauer noch als breiter Ödlandstreifen sichtbar. Da die intensive Schafzucht zu dieser Zeit aufgegeben wurde, drohte eine Verunkrautung dieser deutlichen Landmarke. Daher wurde diese im Rahmen der Flurbereinigung durch den heute sichtbaren Weg ersetzt. Von der auf einer Höhe liegenden Turmstelle aus hat man eine ausgezeichnete Fernsicht. Westlich des Steinturms wurde der Holzturm ergraben, in dessen Innerem ein Balkenrost vorgefunden wurde, wie er für den Sockel der Holztürme typisch war. Sowohl die Steinmauer als auch der Flechtwerkzaun haben dort den Holzturm geschnitten. - Lage des Wp 14/17 - Grundriss des Holzturms der Turmstelle Wp 14/17 - Grundriss des Steinturms der Turmstelle Wp 14/17 - Wp 14/17 besitzt heute wieder freie Fernsicht (1997) - Wp 14/17 (2009) - Wp 14/17 (2020) |
| Wp 14/18 | Im Herrlesloh                             | Turmstelle kaum sichtbar. Bei den Grabungen wurde ein 4,6 × 4,6 m großer Steinturm aufgedeckt. Die Limesmauer durchschnitt den älteren Holzturm. |
| Wp 14/19 | An der Sommerleite                        | Dieser steinerne Wachturm lag an einem starken Knick der Limesmauer nach Nordosten. Alle oberirdischen Spuren sind verschwunden. |
| Wp 14/20 | Am Südabhang des Mistelberges             | Bei der Grabung durch die RLK fand sich ein 5,4 × 6,4 Meter großes Steinturmfundament. Der Turm wurde restauriert, der Sockel aufgemauert. Die Limesmauer wurde nachträglich gegen den Turm gesetzt und macht dort einen leichten Knick nach Nordosten. Sie ist in diesem Bereich nicht zu sehen. |
| Wp 14/21 | Im Lehmacker nordöstlich von Dorsbrunn    | Die Turmstelle ist nicht sichtbar. Bei der Grabung fand sich ein 5,1 × 4,3 Meter großes Steinturmfundament. |
| Wp 14/22 | Am Pfahlrain südwestlich von Walkerszell  | Die Turmstelle ist nicht sichtbar. Bei der Grabung fand sich ein 5,2 × 4,7 Meter großes Steinturmfundament. Daneben wurde der Holzturm aufgedeckt. Neben dem Befund von Palisade und Flechtwerkzaun konnte in der Limesmauer ein Durchgang festgestellt werden. |
| Wp 14/23 |                                           | Aufgrund der durchschnittlichen Entfernung zwischen Wachtürmen sowie zahlreicher Oberflächenfunde vermutete, jedoch nicht archäologisch nachgewiesene Turmstelle. |
| Wp 14/24 | Südwestlich von Gündersbach               | In diesem Bereich ist der Schuttwall der Limesmauer deutlich sichtbar. Auf dem Boden des 6 × 4,55 m großen Steinturms entdeckten die Ausgräber eine steinerne Handmühle, wie sie das römische Militär verwendete. Besonders gut erhalten ist der Holzturmhügel mit seinem Ringgraben. |
| Wp 14/25 | Auf dem Gündersbacher Espan               | Die Turmstelle ist heute kaum mehr kenntlich. Das Steinturmfundament war 6,4 × 5,5 Meter groß. Im Holzturmhügel fanden die Ausgräber eine Bronzemünze aus den Jahren 166/167 n. Chr., was einen Hinweis auf die Lebensdauer zumindest dieses Holzturmes geben könnte. |
| Wp 14/26 |                                           | Die Turmstelle wir lediglich gemutmaßt. Vielleicht ersetzte Kleinkastell Gündersbach diesen Turm. |
| KK       | Gündersbach                               | → Hauptartikel : Kleinkastell Gündersbach [ 40 ] |

## Denkmalschutz
Das Kleinkastell am Hinteren Schloßbuck und die erwähnten Anlagen sind als Abschnitt des Obergermanisch-Rätischen Limes seit 2005 Teil des UNESCO-Welterbes. Außerdem sind sie geschützt als eingetragene Bodendenkmale im Sinne des Bayerischen Denkmalschutzgesetzes (BayDSchG). Nachforschungen und gezieltes Sammeln von Funden sind erlaubnispflichtig, Zufallsfunde sind den Denkmalbehörden anzuzeigen.